# Grand County (Colorado)
Grand County je okres ve státě Colorado v USA. K roku 2000 zde žilo 12 442 obyvatel. Správním městem okresu je Hot Sulphur Springs. Celková rozloha okresu činí 4 842 km².